# Тараклия
Вижте пояснителната страница за други значения на Тараклия.
Тараклия (на румънски: Taraclia) е град, разположен в южната част на Молдова. Градът е административен център на Тараклийски район. Населението му през 2010 година е 15 006 души, предимно етнически българи.

## История
Край Тараклия е открито енеолитно селище от културата Гумелница (Гумелница-Караново VI-Коджадермен) от IV хилядолетие преди Христа. Приема се, че носителите на тази култура в региона са преселници от земите на запад от Прут и на юг от Дунав.
Днешното селище Тараклия е основано през 1813 година от български преселници. Руско-турската война през 1806-1812 г. е причина за първото масово изселване на българите от родината им. Тараклийците, участвали в Освобождението на България, са Димитър Карамалак, Иван Арабаджи, Олимпий и Павел Панови. Потомците им славят подвига им.

През януари 1918 г. румънските войски превземат Бесарабия, което предизвиква протест сред българското население. Българите се притесняват за своя език. Тараклия е мястото, където най-образованите и интелигентни българи се подлагат на тежки изтезания, гонения, осъждане и дори физическа разправа заради справедливото им желание да запазят езика си, културата и традициите си. Това принуждава най-светлите български личности да напускат втората си родина и да емигрират в съседни държави и най-вече в Русия. През периода 1918-1940 г. българите по всякакъв начин оказват съпротива на румънското присъствие.

На 28 юни 1940 г. Бесарабия, включително и Тараклия, са освободени от властта на кралска Румъния и отново са под руско влияние. Тогава започва процесът на насилствената колективизация, репресиите и глада.
На 24 юли 2018 г. на специално заседание на Националната хералдическа комисия в Кишинев са приети нови герб и знаме на Тараклия. На новия герб е изписан на български език девизът „Българският дух е непобедим“, а новото знаме е с цветовете на българския флаг – бял, зелен и червен, като има и изображение на лъв.

## Население
- 1877 – 3029 жители
- 1989 – 14 851 жители
- 2004 – 13 758 жители[7]
- 2006 – 13 756 жители
- 2010 – 15 006 жители

### Етнически състав
Преброяване на населението през 2004 г.
Численост и дял на етническите групи според преброяването на населението през 2004 г.:
|          | Численост | Дял (в %) |
| Общо     | 13 756    | 100.00    |
| Българи  | 10 732    | 78.01     |
| Руснаци  | 802       | 5.83      |
| Гагаузи  | 784       | 5.69      |
| Молдовци | 757       | 5.50      |
| Украинци | 474       | 3.44      |
| Цигани   | 99        | 0.71      |
| Румънци  | 2         | 0.01      |
| Поляци   | 2         | 0.01      |
| Евреи    | 1         | 0.007     |
| Други    | 103       | 0.74      |

Преброяване на населението през 2014 г.
Численост и дял на етническите групи според преброяването на населението през 2014 г.:
|              | Численост | Дял (в %) |
| Общо         | 12 355    | 100.00    |
| Българи      | 9560      | 77.37     |
| Молдовци     | 793       | 6.41      |
| Гагаузи      | 726       | 5.87      |
| Руснаци      | 626       | 5.06      |
| Украинци     | 369       | 2.98      |
| Цигани       | 74        | 0.59      |
| Румънци      | 10        | 0.08      |
| Други        | 73        | 0.59      |
| Неотговорили | 124       | 1.00      |

## Образование
Училища с преподаване на български език в града са: Тараклийски държавен университет „Григорий Цамблак“ (от 2004), Педагогически колеж-лицей „Св. св. Кирил и Методий“ (от 1992), Средно общообразователно училище, гимназия № 1 „Олимпий Панов“, гимназия № 2 „Иван Инзов“, Теоретичен лицей „Иван Вазов“ (от 1991).

## Спорт
Местен футболен отбор е ФК „Тракия“, който играе в молдовската D3-B дивизия.

## Побратимени градове
- Аксаково, България[11]
- Нова Загора, България
- Сливен, България

## Личности
- Олимпий Панов (1852 — 1887), български революционер и офицер (майор), военен министър във временното правителство на Петко Каравелов след преврата срещу княз Александър Батенберг